# 赞皇县
37°39′N 114°23′E / 37.650°N 114.383°E
赞皇县是中国河北省石家庄市所辖的一个县。位於河北省西南部，太行山中段東麓。縣人民政府駐贊皇鎮通府街1號。
贊皇自隋開皇十六年（596年）置縣，已有1400多年的歷史。因境內有贊皇山而得名：周，縣境內有山名山贊，相傳周穆王伐犬戎戰勝於此，封為贊皇山；隋置縣時，以山謂縣稱，稱讚皇縣。2005年，被聯合國教科文組織首批命名為“千年古縣”。

## 历史沿革
- 隋开皇十六年（596年）置赞皇县。
- 宋熙宁五年（1072年）并入高邑县，元祐元年（1086年）复置赞皇县。
- 元至元二年再次并入高邑，至元七年复置。
- 1958年并入元氏县，1961年复置。[2]

## 行政区划
赞皇县下辖4个镇、7个乡：
赞皇镇、院头镇、南邢郭镇、嶂石岩镇、西龙门镇、西阳泽镇、许亭镇、南清河乡、土门乡、黄北坪乡和张楞乡。

## 人口
根據第七次人口普查數據，截至2020年11月1日零時，贊皇縣常住人口為242549人。

## 地理
西为太行山，东为华北平原。总面积为1210平方公里。

## 交通
- 太行山高速
- 234国道、 339国道过境。
- 202省道
- 232省道

## 经济
2010年GDP为16.08亿元。

## 自然资源
硅石储量约10亿吨，石灰石已探明B＋C＋D级储量2亿吨。花岗岩储量2亿立方米以上。

## 方言
赞皇县境内的汉语方言多属于晋语大包片。

## 风景名胜
- 西南部嶂石岩为国家重点风景名胜区、国家地质公园
- 琉璃光净业寺
- 全国重点文物保护单位：治平寺石塔
- 河北省文物保护单位：李氏墓群、万坡顶遗址